# Dundee United Football Club 2013-2014
Questa voce raccoglie le informazioni riguardanti il Dundee United Football Club nelle competizioni ufficiali della stagione 2013-2014.

## Stagione
- In Scottish Premiership il Dundee United si classifica al 4º posto (58 punti), tra Aberdeen e Inverness.
- In Scottish Cup perde la finale contro il St. Johnstone (0-2).
- In Scottish League Cup viene eliminato ai quarti di finale dall'Inverness (2-1 ai supplementari).

## Maglie e sponsor
| Casa | Trasferta |

## Rosa
| N. |                             | Ruolo | Calciatore             |
| -- | --------------------------- | ----- | ---------------------- |
| 1  | Polonia (bandiera)          | P     | Radosław Cierzniak     |
| 2  | Irlanda (bandiera)          | D     | Seán Dillon (capitano) |
| 3  | Australia (bandiera)        | D     | Curtis Good            |
| 4  | Inghilterra (bandiera)      | D     | Calum Butcher          |
| 5  | Irlanda (bandiera)          | D     | Gavin Gunning          |
| 6  | Irlanda del Nord (bandiera) | C     | Paul Paton             |
| 7  | Scozia (bandiera)           | A     | David Goodwillie       |
| 8  | Scozia (bandiera)           | C     | John Rankin            |
| 9  | Scozia (bandiera)           | A     | Brian Graham           |
| 10 | Scozia (bandiera)           | C     | Stuart Armstrong       |
| 11 | Scozia (bandiera)           | C     | Gary Mackay-Steven     |
| 12 | Scozia (bandiera)           | D     | Keith Watson           |
| 14 | Scozia (bandiera)           | C     | Mark Millar            |
| 16 | Scozia (bandiera)           | D     | Mark Wilson            |

| N. |                    | Ruolo | Calciatore       |
| -- | ------------------ | ----- | ---------------- |
| 17 | Scozia (bandiera)  | C     | Chris Erskine    |
| 18 | Scozia (bandiera)  | A     | Ryan Dow         |
| 19 | Scozia (bandiera)  | C     | Ryan Gauld       |
| 20 | Scozia (bandiera)  | D     | John Souttar     |
| 21 | Turchia (bandiera) | A     | Nadir Çiftçi     |
| 23 | Scozia (bandiera)  | A     | Dale Hilson      |
| 25 | Scozia (bandiera)  | P     | Mark McCallum    |
| 26 | Scozia (bandiera)  | D     | Andrew Robertson |
| 27 | Senegal (bandiera) | C     | Morgaro Gomis    |
| 29 | Francia (bandiera) | A     | Farid El Alagui  |
| 30 | Scozia (bandiera)  | P     | Derek Dormick    |
| 37 | Scozia (bandiera)  | C     | Scott Smith      |
| 39 | Scozia (bandiera)  | A     | Aidan Connolly   |
| 41 | Scozia (bandiera)  | C     | Scott Fraser     |